# Walter Best
Pour les articles homonymes, voir Best.
Walter Best (né le 20 mai 1905 à Liegnitz, mort le 3 octobre 1984 à Marbourg) est un écrivain allemand.

## Biographie
Walter Best étudie la germanistique de 1924 à 1927 à Francfort-sur-le-Main. Après avoir terminé ses études, il est jusqu'en 1935 dramaturge successivement pour les théâtres municipaux de Bamberg, Mayence puis Cassel. Il est membre du NSDAP (n°2.018.596) et de la SS (n°107.423). Il est le frère de Werner Best, membre important de ces organisations. Pendant le Troisième Reich, il appartient à la Chambre de la littérature du Reich et est responsable du Gau de Hesse. En 1944, il est nommé Sturmbannführer.
Les sept livres qu'on connaît de lui (dont un livre pour enfants) glorifient la guerre et le nazisme et connaissent de gros tirages jusqu'en 1945.
Après la Seconde Guerre mondiale, il est journaliste à Marbourg sous le pseudonyme de Sebastian Waldthausen. Ses livres sont interdits en RDA.

## Source de la traduction
- (de) Cet article est partiellement ou en totalité issu de l’article de Wikipédia en allemand intitulé « Walter Best » (voir la liste des auteurs).